# Draufschläger
Draufschläger ist eine alte Berufsbezeichnung für einen Metallbearbeiter in einer  Schmiede, der dem Schmied bei der Herstellung von Werkstücken assistierte. Der Draufschläger hatte die Aufgabe, mit Hammerwerkzeugen ein zu schmiedendes Werkstück zu bearbeiten oder auch Sensen zu dengeln, wobei der Schmied den gesamten Produktionsprozess dirigierte.
Um 1786 werden als Tageslohn für einen Draufschläger in Langerfeld sieben Stüber genannt.
Dialektformen sind laut Julius Leithäuser im Barmen (Rheinisch-/Westfälisches Sprachenmischgebiet) Dropschleger oder auch Dropklopper (gespr. Droppkloppo, von Draufklopfer).